# Chiesa del Sacro Cuore di Gesù (Villanuova sul Clisi)
La chiesa del Sacro Cuore di Gesù è la parrocchiale di Villanuova sul Clisi, in provincia e diocesi di Brescia; fa parte della zona pastorale della Morenica del Garda.

## Storia
Il primitivo luogo di culto di Villanuova era dedicato a Sant'Agata, il quale fu sostituito nel XVI secolo da una nuova chiesa dedicata a San Matteo, che è descritta come appena terminata negli atti della visita pastorale del 19 marzo 1580 del vescovo Giovanni Dolfin; venne eretta a parrocchiale pochi mesi dopo, il 12 novembre, con decreto dell'arcivescovo di Milano Carlo Borromeo, che la rese così autonoma rispetto alla pieve di Gavardo.
Dalla relazione della visita pastorale del 1702 del vescovo Marco Dolfin si legge che a servizio della cura d'anime v'erano il parroco e da un altro sacerdote, che il numero dei fedeli era pari a 374 e che la parrocchiale, in cui erano presenti, oltre all'altare maggiore, anche quelli laterali del Santissimo Sacramento, del Santissimo Rosario e di Santa Cristina, aveva come filiale la chiesetta della Beata Vergine di Valverde.
All'inizio del XIX secolo si decise di ricostruire la chiesa di San Matteo e si costituì all'uopo una commissione; nell'aprile del 1824 furono realizzate le fondamenta e dieci anni dopo l'opera poté dirsi completa.
Nel 1924, con l'aumento dei fedeli, si rese necessaria l'edificazione di una nuova parrocchiale più ampia; l'anno successivo venne acquistato il terreno dove sarebbe sorto l'edificio. La prima pietra della chiesa fu posta nel 18 novembre 1928; il luogo di culto, disegnato dall'architetto Egidio Dabbeni, venne inaugurato il 20 luglio 1943 e poi consacrato il 11 giugno 1949.
Il 14 aprile 1989, secondo quanto stabilito dal Direttorio diocesano per le zone pastorali, la chiesa passò dalla vicaria di Gavardo, contestualmente soppressa, alla zona pastorale della Morenica del Garda, mentre nel 2006 si provvide ad adeguarla alle norme postconciliari.

## Descrizione

### Esterno

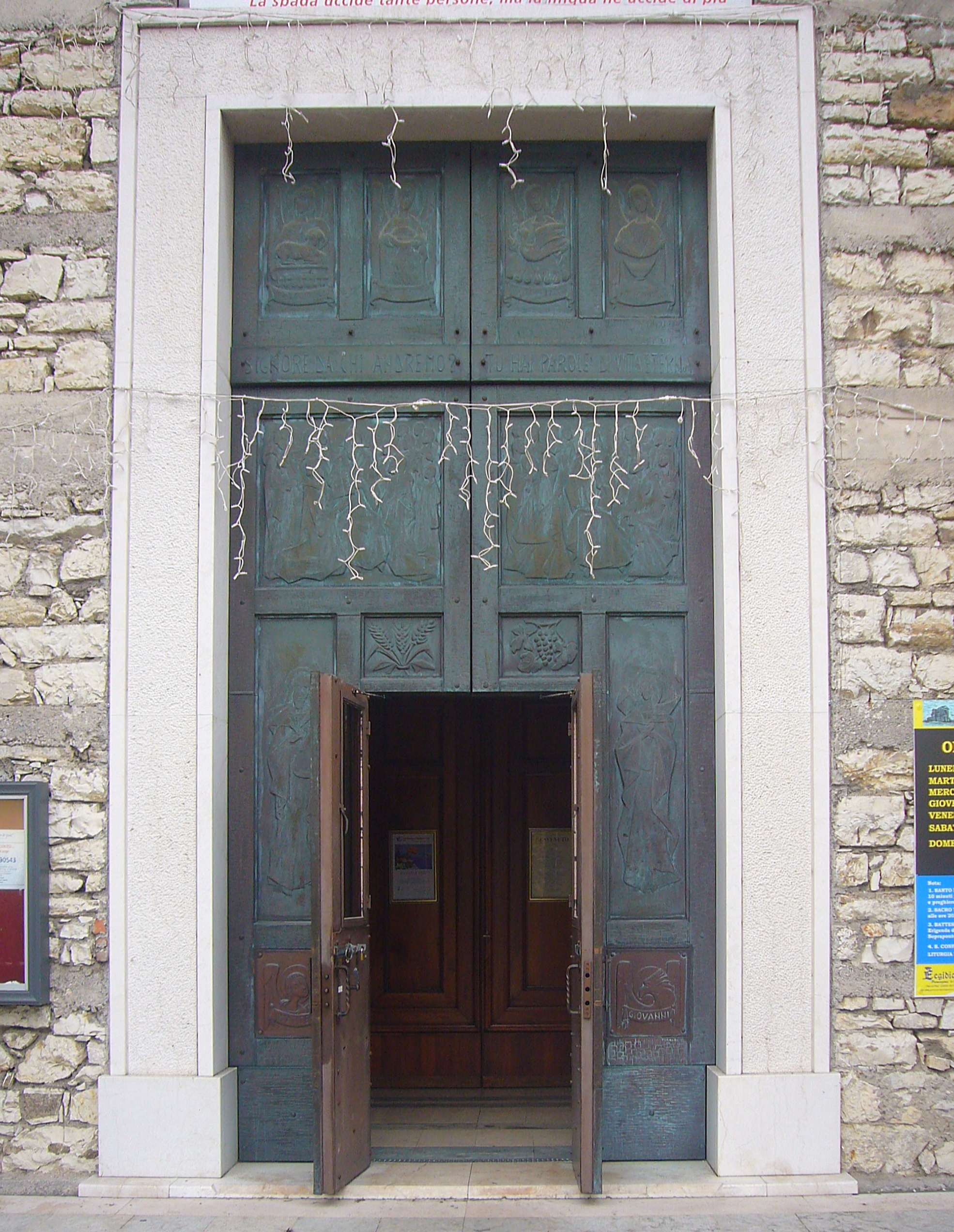
Il portale d'ingresso

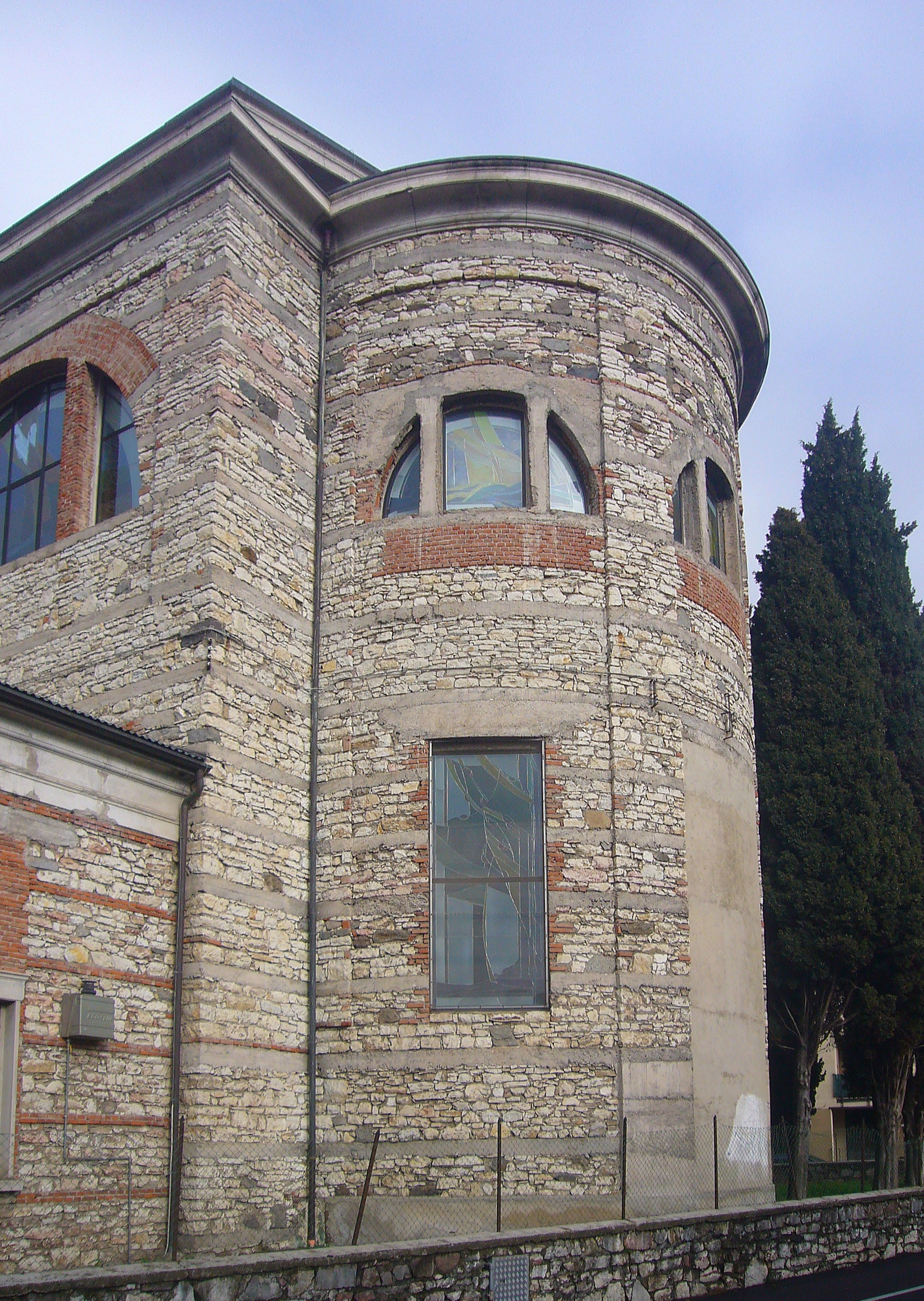
L'abside

La facciata a capanna della chiesa, rivolta a occidente e scandita da quattro lesene sorreggenti il timpano dentellato, presenta al centro, inscritti in un ampio arco a tutto sesto, il portale d'ingresso architravato e una finestra termale.
Non è invece presente il campanile.

### Interno
L'interno dell'edificio si compone di un'unica navata, sulla quale si affacciano le cappelle laterali e i bracci del transetto, introdotti da archi a tutto sesto, e le cui pareti sono scandite da lesene sorreggenti la trabeazione modanata e aggettante sopra la quale si imposta la volta a botte; al termine dell'aula si sviluppa il presbiterio, rialzato di alcuni gradini e chiuso dall'abside di forma semicircolare.
Qui sono conservate diverse opere di pregio, tra le quali la tela con soggetto la Beata Vergine in gloria con i Santi Giovanni Battista e Antonio da Padova, risalente al XVIII secolo, e le due pale entrambe raffiguranti la Deposizione, dipinte rispettivamente al Cinquecento e all'Ottocento.